# Canton de Champagnole
Le canton de Champagnole est une circonscription électorale française située dans le département du Jura et la région Bourgogne-Franche-Comté.

## Histoire
Un nouveau découpage territorial du Jura entre en vigueur à l'occasion des élections départementales de 2015. Il est défini par le décret du 17 février 2014, en application des lois du 17 mai 2013 (loi organique 2013-402 et loi 2013-403). Les conseillers départementaux sont, à compter de ces élections, élus au scrutin majoritaire binominal mixte. Les électeurs de chaque canton élisent au Conseil départemental, nouvelle appellation du Conseil général, deux membres de sexe différent, qui se présentent en binôme de candidats. Les conseillers départementaux sont élus pour 6 ans au scrutin binominal majoritaire à deux tours, l'accès au second tour nécessitant 12,5 % des inscrits au 1er tour. En outre la totalité des conseillers départementaux est renouvelée. Ce nouveau mode de scrutin nécessite un redécoupage des cantons dont le nombre est divisé par deux avec arrondi à l'unité impaire supérieure si ce nombre n'est pas entier impair, assorti de conditions de seuils minimaux.
À la suite du redécoupage cantonal de 2014, le nombre de communes du canton reste inchangé.

## Représentation

### Conseillers d'arrondissement (de 1833 à 1940)
Le canton de Champagnole avait deux conseillers d'arrondissement.
Il appartenait à l'arrondissement de Poligny jusqu'à sa disparition en 1926.
| Période                                  | Période      | Identité                       | Étiquette   | Qualité |
| ---------------------------------------- | ------------ | ------------------------------ | ----------- | --- |
| 1833                                     | 1836         | M. Chauvin                     |             | Propriétaire à Champagnole                                                                                  |
| 1833                                     | 1839         | M. Maraux                      |             | Notaire, propriétaire à Vers                                                                                |
| 1836                                     | 1839         | M. Gresset                     |             | Marchand de bois à Champagnole                                                                              |
| 1839                                     | 1845         | Paul Auguste Édouard Renaud    |             | Négociant à Champagnole                                                                                     |
| 1845                                     | 1848         | M. Martin                      |             | Propriétaire à Champagnole                                                                                  |
|                                          |              |                                |             | |
| 1895                                     |              | Aristide Croissant (1830-1908) | Libéral     | Mercier, propriétaire à Champagnole, Président du Conseil d'arrondissement                                  |
| 1895                                     | 1914 (décès) | Félix Amy                      | Républicain | Maire de Sirod                                                                                              |
|                                          |              |                                |             | |
| 1907                                     | 1929 (décès) | Camille Prost                  | Rad.        | Maire de Champagnole (1900-1919)                                                                            |
| 1919                                     | 1931         | M. Guyon                       | Rad.        | |
| 1929                                     | 1931         | Frédéric-Ernest Roz            | Rad.        | Adjoint au maire de Champagnole                                                                             |
| 1931                                     | 1940         | M. Bully                       | URD         | |
| 1931                                     | 1940         | M. Vallet                      | URD         | |
| 1940                                     |              |                                |             | Les conseils d'arrondissement ont été suspendus par la loi du 12 octobre 1940 et n'ont jamais été réactivés |
| Les données manquantes sont à compléter. |              |                                |             | |

### Conseillers généraux de 1833 à 2015
| Période | Période      | Identité                                 | Étiquette          | Qualité |
| ------- | ------------ | ---------------------------------------- | ------------------ | --- |
| 1833    | 1833         | Jean-Louis Monnier                       | Tiers-parti        | Négociant à Lyon Député (1834-1837) Elu dans 3 cantons, il choisit le Canton de Poligny |
| 1833    | 1836         | Pierre François Gerrier                  |                    | Conseiller de Préfecture en retraite Avocat à Lons-le-Saunier |
| 1836    | 1845         | M. Chauvin                               |                    | Propriétaire à Champagnole, conseiller d'arrondissement |
| 1845    | 1867         | Paul-Auguste-Edouard Renaud              |                    | Négociant à Champagnole, conseiller d'arrondissement |
| 1867    | 1880         | Adrien Muller                            | Bonapartiste       | Propriétaire, maire de Champagnole |
| 1880    | 1883         | Auguste Fatton                           |                    | Docteur en médecine à Champagnole |
| 1883    | 1886         | Victor Poupin                            | Modéré             | Avocat Député (1885-1898) |
| 1886    | 1900 (décès) | Adrien Muller                            | Bonapartiste       | Maire de Champagnole (1884-1900) |
| 1901    | 1904         | Hubert Charles Aimé Lieffroy (1841-1909) | ARD                | Propriétaire à Bourg-de-Sirod, Maire de Bourg-de-Sirod, Conseiller général du Jura |
| 1904    | 1922         | Stephen Pichon                           | PRRRS              | Député de la Seine (1885-1893) Résident Général à Tunis (1901-1907) Ministre des Affaires Étrangères (1906-1911, 1913 et 1917-1920) Sénateur (1906-1924) Président du Conseil général (1917-1922) Propriétaire à Vers-en-Montagne |
| 1922    | 1928         | Adrien Berthod                           | PRRRS              | Professeur agrégé d'université Député (1911-1914 et 1924-1935) Sénateur (1935-1941) Sous-secrétaire d'État (1925 et 1930-1931) Ministre (1932 et 1934)                                                                            |
| 1928    | 1934         | Gédéon David                             | PRRRS              | Inspecteur central des services d'incendie Maire de Champagnole |
| 1934    | 1940         | Maurice Billot                           | FR                 | Médecin , adjoint au maire de Champagnole Nommé conseiller départemental en 1943 |
|         |              |                                          |                    | |
| 1945    | 1973 (décès) | André Socié (1913-1973)                  | SFIO puis CDP      | Professeur Président du Conseil général (1967-1973) Maire de Champagnole (1947-1973) |
| 1973    | 1976         | Jean Perrin                              | CDP puis UDF - CDS | |
| 1976    | 1982         | Maurice Fumey-Badoz (1920-1996)          | PS                 | Directeur d'école Maire de Champagnole (1977-1983) |
| 1982    | 1994         | André Jourdain                           | RPR                | Sénateur (1989-2001) Maire de Sapois Président du Conseil général (1991-1994) |
| 1994    | 2001         | Michel Moreau                            | ÉCO (ex-PS)        | Professeur Conseiller municipal de Champagnole |
| 2001    | 2015         | Clément Pernot                           | DVD puis UMP       | Maire de Champagnole (2008-2015) |

### Conseillers départementaux à partir de 2015
| Période élective | Période élective | Mandat | Mandat   | Identité          | Nuance | Nuance | Qualité |
| ---------------- | ---------------- | ------ | -------- | ----------------- | ------ | ------ | --- |
| 2015             | 2021             | 2015   | 2021     | Clément Pernot    |        | LR     | Président du Conseil départemental |
| 2015             | 2021             | 2015   | 2021     | Sylvie Vermeillet |        | UDI    | Sénatrice du Jura Présidente de l'Association des Maires du Jura |
| 2021             | 2028             | 2021   | en cours | Clément Pernot    |        | LR     | Conseiller sortant, Président du conseil départemental (2015-2024), Sénateur du Jura depuis septembre 2023 |
| 2021             | 2028             | 2021   | en cours | Eloïse Schneider  |        | LR     | Ancien militaire Responsable du service communication de la Communauté de communes de Champagnole Quatrième vice-présidente chargée de l'habitat, des collectivités et du souvenir (lien armée Nation) Suppléante de la députée Marie-Christine Dalloz |

### Résultats détaillés

#### Élections de mars 2015
Lors des élections départementales de 2015, le binôme composé de Clément Pernot et Sylvie Vermeillet  est élu au premier tour avec 51,56% des suffrages exprimés, devant le binôme composé de Elodie Deltombe et Valentin Erb (FN) (25,08 %). Le taux de participation est de 58,89 % (7 286 votants sur 12 372 inscrits) contre 56,35 % au niveau départemental et 50,17 % au niveau national.
Clément Pernot a quitté LR en 2019.

#### Élections de juin 2021
Le premier tour des élections départementales de 2021 est marqué par un très faible taux de participation (33,26 % au niveau national). Dans le canton de Champagnole, ce taux de participation est de 37,1 % (4 582 votants sur 12 352 inscrits) contre 35,65 % au niveau départemental. À l'issue de ce premier tour, le binôme constitué de Clément Pernot et Éloïse Schneider (DVD, 100 %), est élu avec 100 % des suffrages exprimés.

## Composition

Situation du canton de Champagnole dans le département du Jura avant 2015.

À la suite du redécoupage cantonal de 2014, la composition du canton reste inchangée. Le canton est composé de trente-deux communes entières.
| Nom                                 | Code Insee | Intercommunalité            | Superficie (km2) | Population (dernière pop. légale) | Densité (hab./km2) | Modifier                                    |
| ----------------------------------- | ---------- | --------------------------- | ---------------- | --------------------------------- | ------------------ | ------------------------------------------- |
| Champagnole (bureau centralisateur) | 39097      | CC Champagnole Nozeroy Jura | 20,18            | 8 035 (2022)                      | 398                | modifier les données · modifier les données |
| Andelot-en-Montagne                 | 39009      | CC Champagnole Nozeroy Jura | 12,48            | 573 (2022)                        | 46                 | modifier les données · modifier les données |
| Ardon                               | 39015      | CC Champagnole Nozeroy Jura | 5,04             | 112 (2022)                        | 22                 | modifier les données · modifier les données |
| Bourg-de-Sirod                      | 39070      | CC Champagnole Nozeroy Jura | 4,42             | 89 (2022)                         | 20                 | modifier les données · modifier les données |
| Chapois                             | 39105      | CC Champagnole Nozeroy Jura | 10,07            | 216 (2022)                        | 21                 | modifier les données · modifier les données |
| Châtelneuf                          | 39120      | CC Champagnole Nozeroy Jura | 13,00            | 122 (2022)                        | 9,4                | modifier les données · modifier les données |
| Cize                                | 39153      | CC Champagnole Nozeroy Jura | 4,19             | 801 (2022)                        | 191                | modifier les données · modifier les données |
| Crotenay                            | 39183      | CC Champagnole Nozeroy Jura | 11,61            | 619 (2022)                        | 53                 | modifier les données · modifier les données |
| Équevillon                          | 39210      | CC Champagnole Nozeroy Jura | 4,84             | 568 (2022)                        | 117                | modifier les données · modifier les données |
| Le Larderet                         | 39277      | CC Champagnole Nozeroy Jura | 6,31             | 50 (2022)                         | 7,9                | modifier les données · modifier les données |
| Le Latet                            | 39281      | CC Champagnole Nozeroy Jura | 4,02             | 89 (2022)                         | 22                 | modifier les données · modifier les données |
| Lent                                | 39292      | CC Champagnole Nozeroy Jura | 4,11             | 137 (2022)                        | 33                 | modifier les données · modifier les données |
| Loulle                              | 39301      | CC Champagnole Nozeroy Jura | 10,90            | 173 (2022)                        | 16                 | modifier les données · modifier les données |
| Monnet-la-Ville                     | 39344      | CC Champagnole Nozeroy Jura | 6,19             | 332 (2022)                        | 54                 | modifier les données · modifier les données |
| Mont-sur-Monnet                     | 39366      | CC Champagnole Nozeroy Jura | 19,93            | 203 (2022)                        | 10                 | modifier les données · modifier les données |
| Montigny-sur-l'Ain                  | 39356      | CC Champagnole Nozeroy Jura | 7,99             | 214 (2022)                        | 27                 | modifier les données · modifier les données |
| Montrond                            | 39364      | CC Champagnole Nozeroy Jura | 25,32            | 483 (2022)                        | 19                 | modifier les données · modifier les données |
| Moutoux                             | 39376      | CC Champagnole Nozeroy Jura | 4,27             | 76 (2022)                         | 18                 | modifier les données · modifier les données |
| Les Nans                            | 39381      | CC Champagnole Nozeroy Jura | 8,05             | 98 (2022)                         | 12                 | modifier les données · modifier les données |
| Ney                                 | 39389      | CC Champagnole Nozeroy Jura | 7,26             | 597 (2022)                        | 82                 | modifier les données · modifier les données |
| Le Pasquier                         | 39406      | CC Champagnole Nozeroy Jura | 7,75             | 285 (2022)                        | 37                 | modifier les données · modifier les données |
| Pillemoine                          | 39419      | CC Champagnole Nozeroy Jura | 4,69             | 62 (2022)                         | 13                 | modifier les données · modifier les données |
| Pont-du-Navoy                       | 39437      | CC Champagnole Nozeroy Jura | 9,46             | 275 (2022)                        | 29                 | modifier les données · modifier les données |
| Saint-Germain-en-Montagne           | 39481      | CC Champagnole Nozeroy Jura | 5,35             | 388 (2022)                        | 73                 | modifier les données · modifier les données |
| Sapois                              | 39503      | CC Champagnole Nozeroy Jura | 3,56             | 400 (2022)                        | 112                | modifier les données · modifier les données |
| Sirod                               | 39517      | CC Champagnole Nozeroy Jura | 16,10            | 550 (2022)                        | 34                 | modifier les données · modifier les données |
| Supt                                | 39522      | CC Champagnole Nozeroy Jura | 13,97            | 108 (2022)                        | 7,7                | modifier les données · modifier les données |
| Syam                                | 39523      | CC Champagnole Nozeroy Jura | 6,90             | 184 (2022)                        | 27                 | modifier les données · modifier les données |
| Valempoulières                      | 39540      | CC Champagnole Nozeroy Jura | 16,25            | 205 (2022)                        | 13                 | modifier les données · modifier les données |
| Vannoz                              | 39543      | CC Champagnole Nozeroy Jura | 5,75             | 221 (2022)                        | 38                 | modifier les données · modifier les données |
| Le Vaudioux                         | 39545      | CC Champagnole Nozeroy Jura | 6,01             | 166 (2022)                        | 28                 | modifier les données · modifier les données |
| Vers-en-Montagne                    | 39554      | CC Champagnole Nozeroy Jura | 8,35             | 230 (2022)                        | 28                 | modifier les données · modifier les données |
| Canton de Champagnole               | 3904       |                             | 294,32           | 16 661 (2022)                     | 57                 | modifier les données                        |

## Démographie

### Démographie avant 2015
| 1962   | 1968   | 1975   | 1982   | 1990   | 1999   | 2006   | 2011   | 2012   |
| ------ | ------ | ------ | ------ | ------ | ------ | ------ | ------ | ------ |
| 13 758 | 15 517 | 17 243 | 17 777 | 17 393 | 16 743 | 16 493 | 16 779 | 16 664 |

### Démographie depuis 2015
En 2022, le canton comptait 16 661 habitants, en évolution de +0,72 % par rapport à 2016 (Jura : −0,81 %, France hors Mayotte : +2,11 %).
| 2013   | 2018   | 2022   |
| ------ | ------ | ------ |
| 16 630 | 16 562 | 16 661 |